# Tossal de la Bala
El Tossal de la Bala és una muntanya de 423 metres que es troba al municipi de Pira, a la comarca catalana de la Conca de Barberà.